# Issalissekine
Issalissekine é uma vila na comuna de Abalessa, no distrito de Abalessa, província de Tamanghasset, Argélia.